# Tayutama: Kiss on My Deity
Tayutama: Kiss on my Deity (タユタマ -Kiss on my Deity-) est une série de jeux vidéo de type visual novel. Elle a fait l'objet d'une adaptation en manga puis en anime,.